# Lake Schrader
Lake Schrader ist ein See glazialen Ursprungs am Fuße der Franklin Mountains, ein Gebirgszug der Brookskette im Nordosten von Alaska. Der See liegt innerhalb des Arctic National Wildlife Refuge. 

## Lage
Der 13 km² große See liegt auf einer Höhe von 852 m auf der Nordseite der Brookskette. Er besitzt eine Längsausdehnung in WSW-ONO-Richtung von 7,7 km sowie eine maximale Breite von 1,8 km. 
Der See besitzt zwei größere Zuflüsse. Der Kekiktuk River entwässert den südlich benachbarten See Lake Peters zum Lake Schrader. Der Whistler Creek mündet wenige Meter weiter westlich in das südwestliche Seeufer. Am nordöstlichen Seeufer verlässt der Kekiktuk River den See und fließt dem Sadlerochit River zu. Lake Schrader und Lake Peters werden gemeinsam als „Neruokpuk Lakes“ bezeichnet.

## Namensgebung
Der See erhielt seinen Namen von Ernest de Koven Leffingwell. Namensgeber war Frank Charles Schrader (1860–1944), ein Geologe des U.S. Geological Survey, der W. J. Peters im Jahr 1901 bei einer Erkundungsmission im nördlichen Alaska begleitete.